# Kangding
Kangding o Dardo (Cinese: 康定市, Pinyin: Kāngdìng) è una città-contea della Prefettura autonoma tibetana di Garzê, Provincia di Sichuan, Repubblica Popolare Cinese. La città di Kangding ha una popolazione di circa 100.000 abitanti, nonostante la maggior parte di essi vivano al di fuori dell'agglomerato urbano. Kangding si trova ad un'altitudine di 2.560 metri sul livello del mare.
La città è ubicata ai piedi dei Monti Da Xue, esattamente nel luogo nel quale confluiscono i fiumi Zhepuo (o Zhedo) e Yala. A causa della scarsità di terreni edificabili tra le montagne, la città si estende su entrambi i lati del fiume Zheupo, che scorre prepotentemente nel mezzo della via principale di Kangding, creando un suono continuo che caratterizza la città.
Su un lato si eleva il Monte Paoma, alto 2.700 metri, sul quale si trovano diversi monasteri, mentre verso sud, a pochi chilometri dalla città, si incontra il Monte Gongga (Minyak Gangkar in tibetano). Il Monte Gongga è alto ben 7.556 metri, il che gli conferisce il titolo di cima più alta del territorio cinese, subito dopo le montagne che si trovano nel Tibet.
Il 1º luglio 1786, un terremoto di magnitudo 7,4 rase al suolo quasi tutta la città.
In passato Kangding fu chiamata Chakla o Chala e Minya. In quell'epoca la città fece parte di un regno ubicato nella zona dove oggi sorge la città. A partire dal 1913 le fu dato il nome cinese di Kangding, talvolta scritto Kangting. Tra il 1939 ed il 1951, fu capitale della defunta Provincia di Xicang o del Basso Sicang che era controllato dai trafficanti di oppio. I tibetani la conoscono come Dartsedo o Dardo (talvolta scritto anche Darbo). Appartenne alla regione tibetana di Kham, oggi integrata nel Sichuan Occidentale.
I fiumi Zhepuo e Yala in tibetano sono conosciuti rispettivamente come Dar e Tse, da qui il nome Dartsedo o Dardo della città in lingua tibetana.
Fino a pochi anni fa, la città fu un punto frontaliero dove si realizzavano scambi commerciali tra i tibetani ed i cinesi. Fu altresì il luogo di partenza di molte spedizioni per l'esplorazione del Tibet. Attualmente l'economia di Kangding dipende in gran parte dalle centrali elettriche che sono state costruite nella zona.

## Infrastrutture e trasporti
- Kangding è raggiungibile da Chengdu, la capitale dello Sichuan, tramite servizio di autobus.
- L'aeroporto più vicino è l'Aeroporto di Chengdu-Shuangliu che dista circa 200 chilometri da Kangding.

## Galleria d'immagini

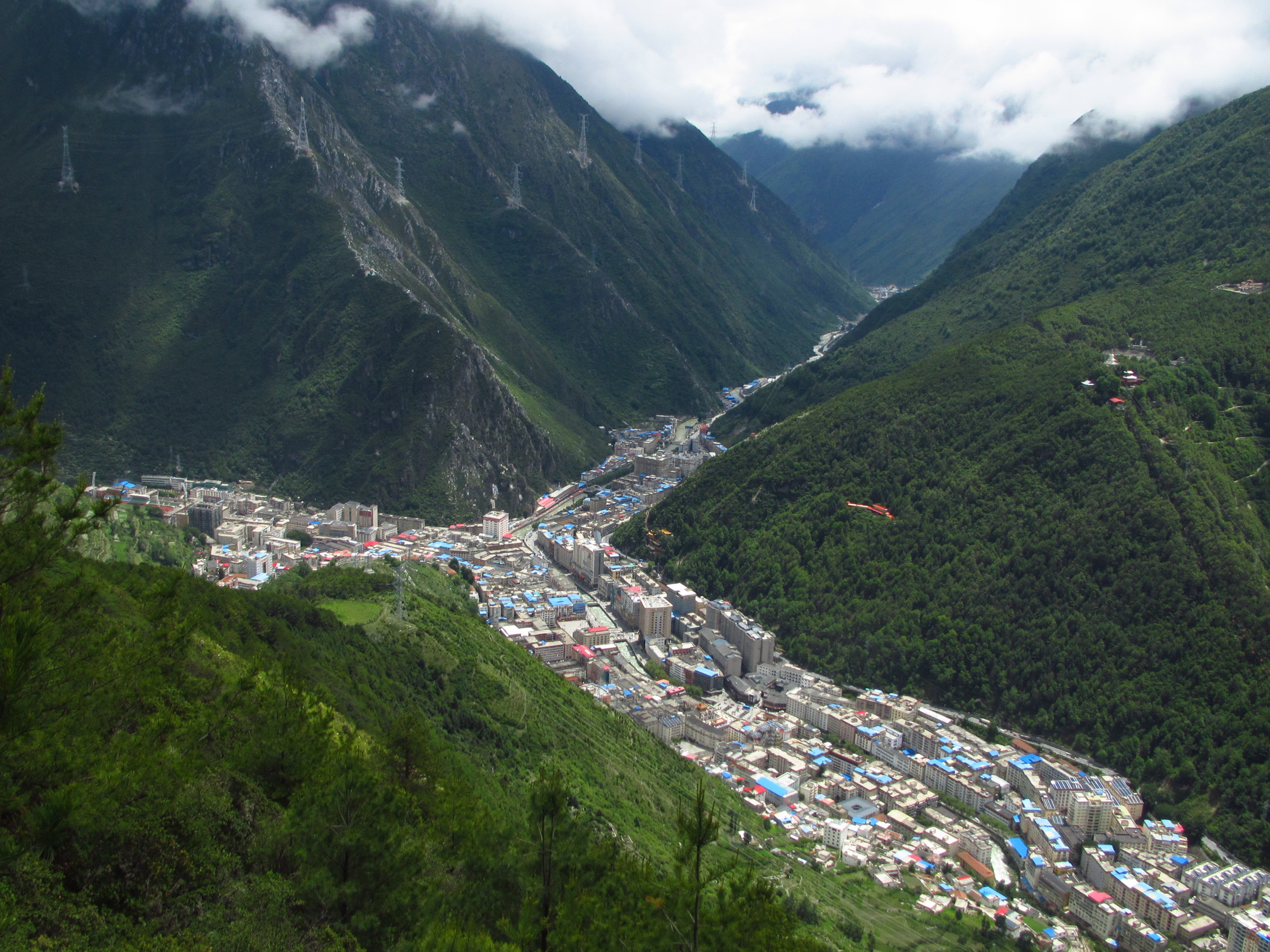
Kangding dall'alto
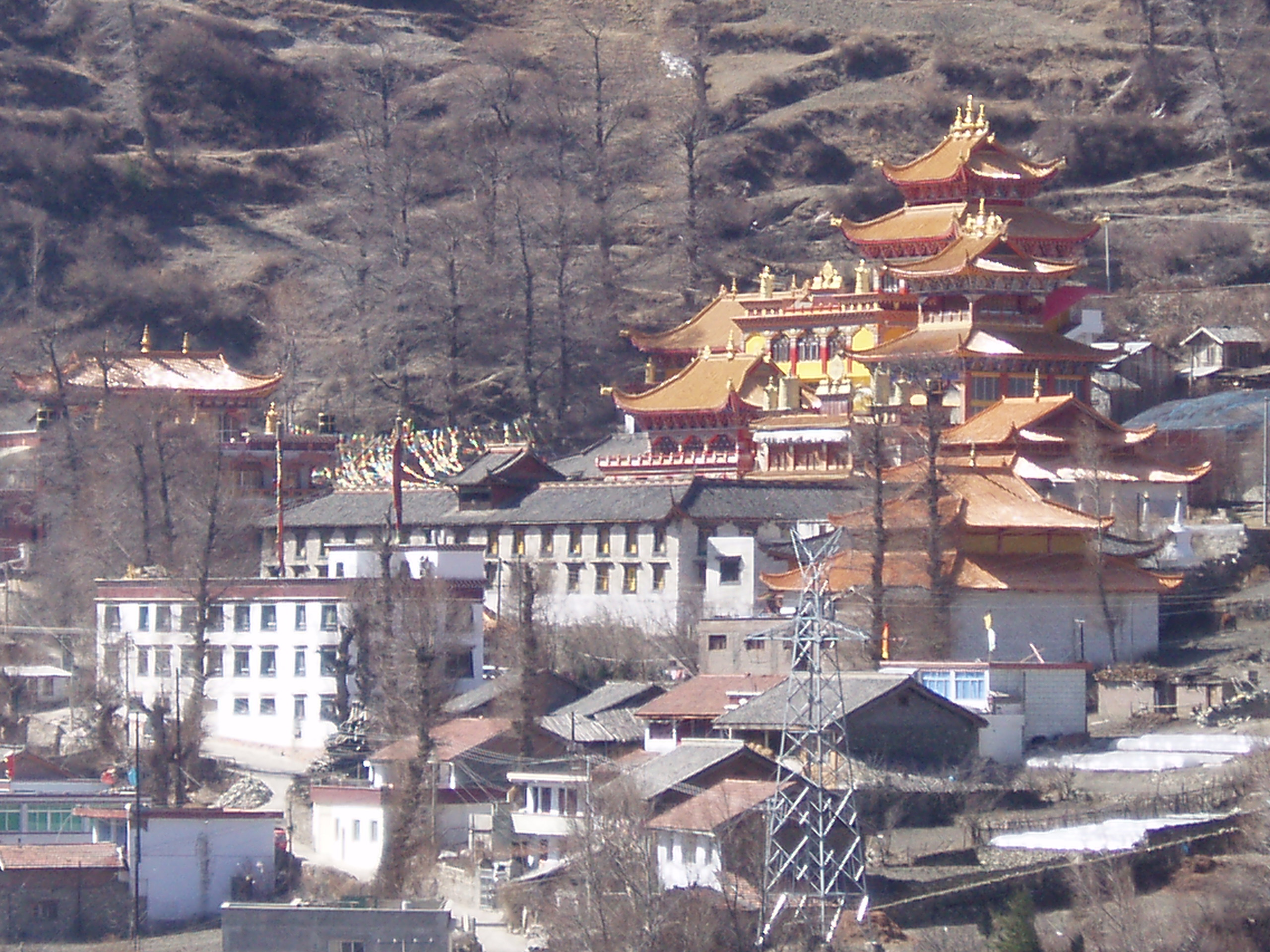
Tempio di Nanwu
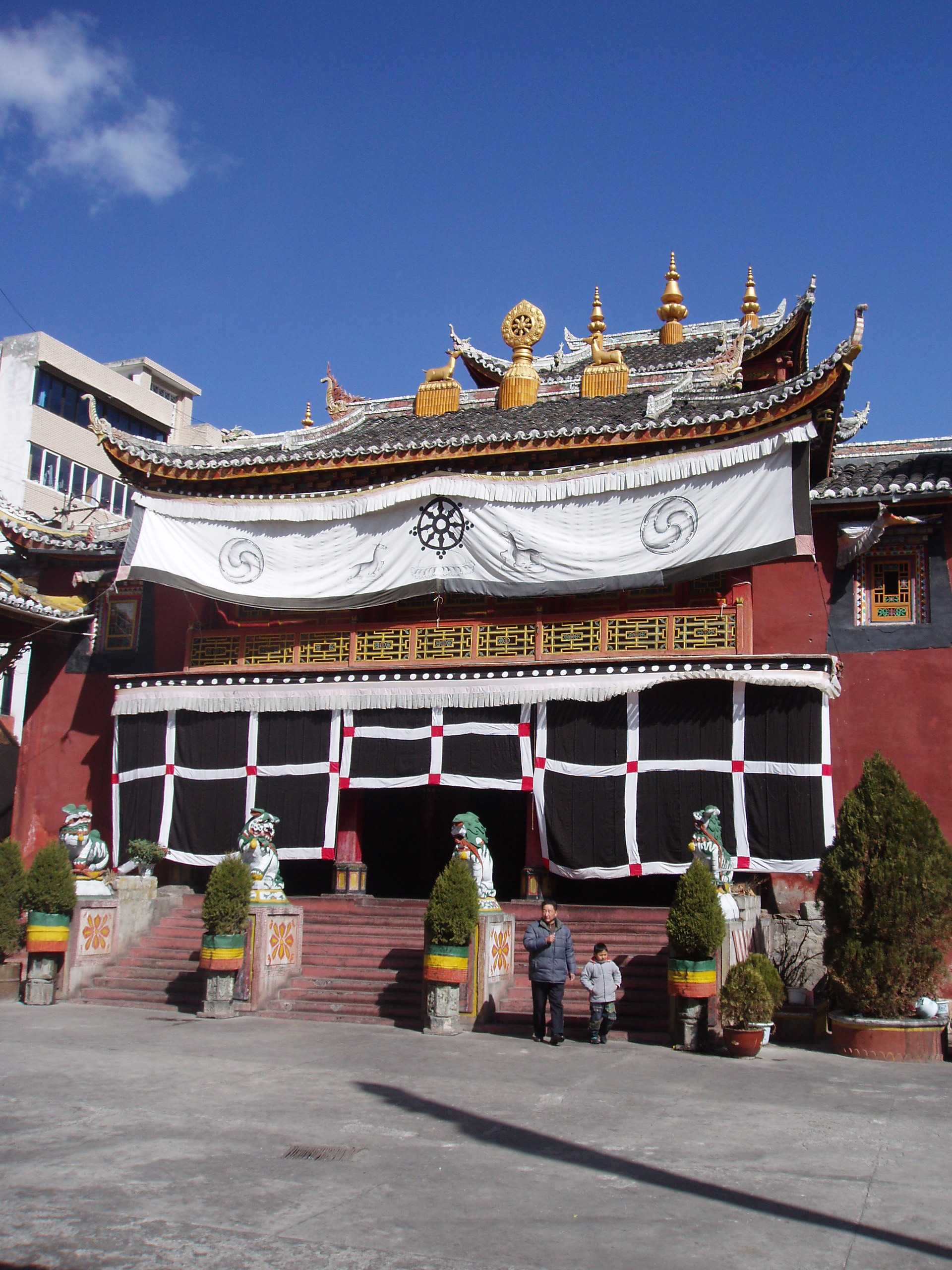
Tempio di Anjue
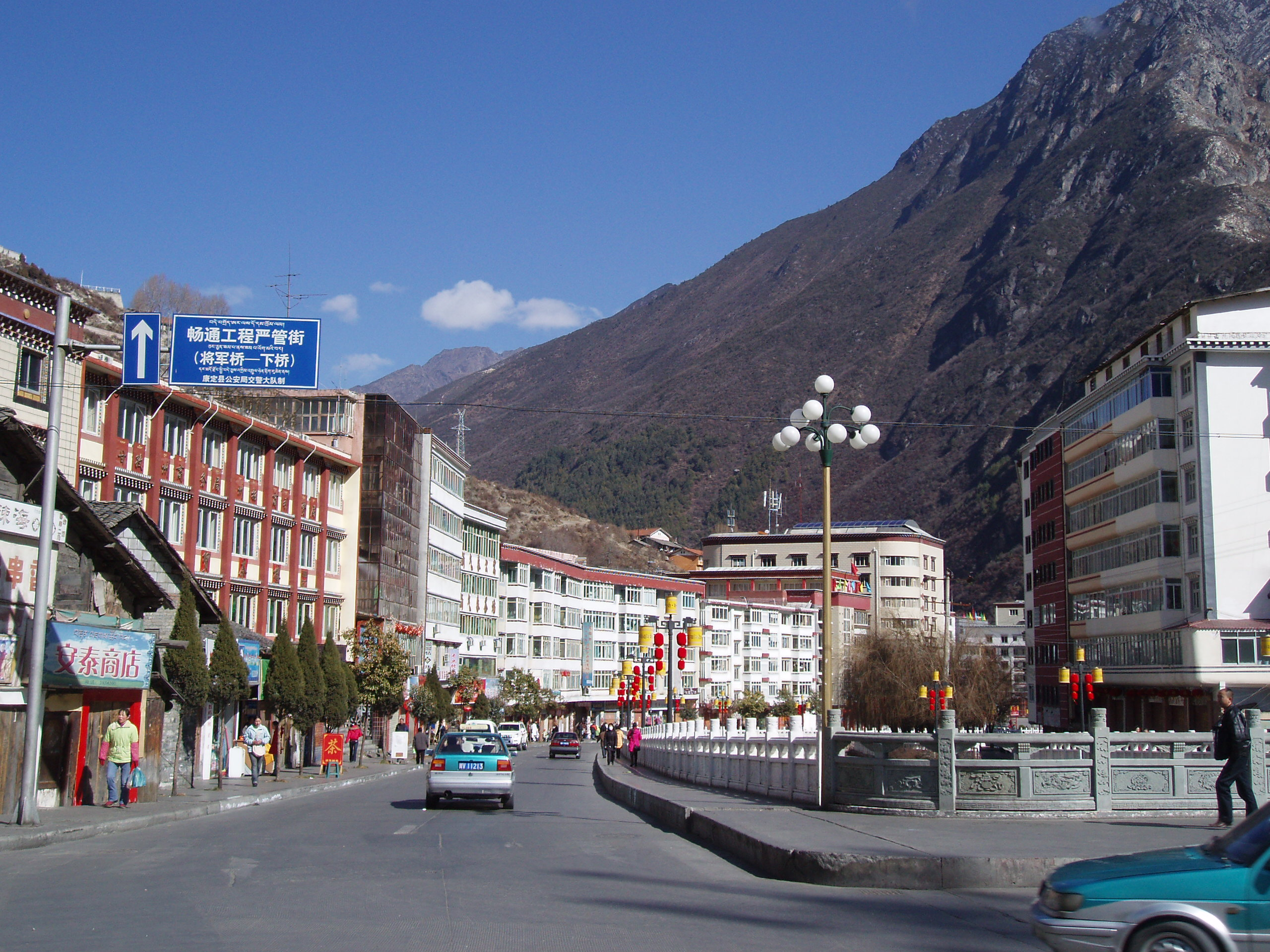
La via commerciale di Kangding
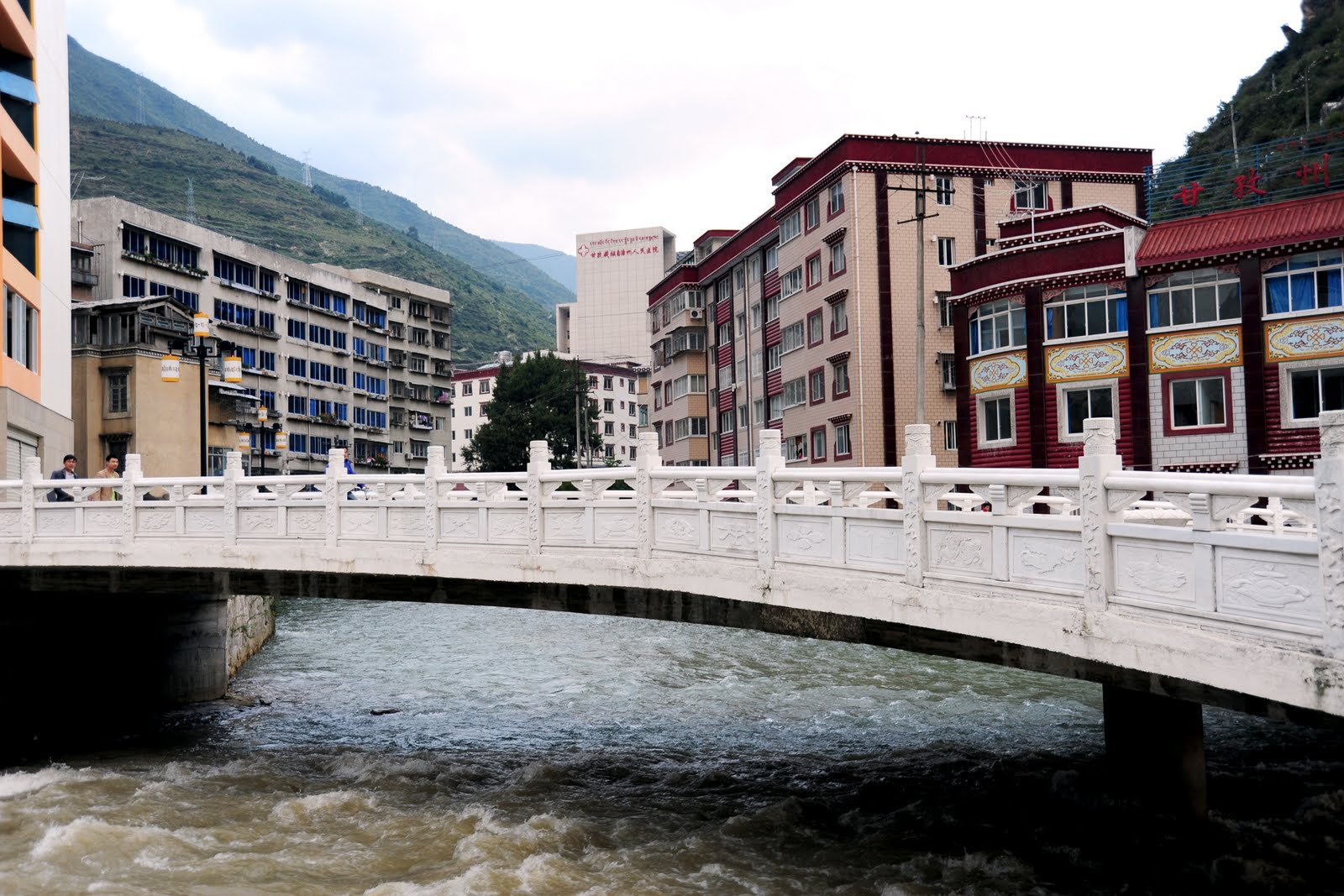
Kangding